# Coupe de France de rugby à XIII 1969-1970
Navigation
Édition précédente Édition suivante
La Coupe de France de rugby à XIII 1969-1970 est la 32e édition de la Coupe de France, compétition à élimination directe mettant aux prises des clubs de rugby à XIII amateurs et professionnels affiliés à la Fédération française de jeu à XIII (aujourd'hui Fédération française de rugby à XIII).

## Liste des équipes en compétition en huitièmes de finale
| \| FC Lézignan US Villeneuve Montpellier XIII XIII Catalan AS Carcassonne RC Carpentras Villefranche XIII SO Avignon RC Albigeois Toulouse olympique XIII RC Marseille XIII Limouxin RC Saint-Gaudens AS Saint-Estève SU Cavaillon Bordeaux-Facture XIII \| Clubs prenant part à la Coupe de France de rugby à XIII 1970. |
| FC Lézignan US Villeneuve Montpellier XIII XIII Catalan AS Carcassonne RC Carpentras Villefranche XIII SO Avignon RC Albigeois Toulouse olympique XIII RC Marseille XIII Limouxin RC Saint-Gaudens AS Saint-Estève SU Cavaillon Bordeaux-Facture XIII                                                                     |

## Phase finale
|  | Huitièmes de finale    | Huitièmes de finale    | Huitièmes de finale            | Huitièmes de finale    |                    |                    | Quarts de finale              | Quarts de finale              | Quarts de finale              | Quarts de finale              |  |  | Demi-finales               | Demi-finales               | Demi-finales               | Demi-finales               |  |  | Finale                    | Finale                    | Finale                    | Finale                    |
|  |                        |                        |                                |                        |                    |                    |                               |                               |                               |                               |  |  |                            |                            |                            |                            |  |  |                           |                           |                           |                           |
|  | les 28 décembre 1969-? | les 28 décembre 1969-? | les 28 décembre 1969-?         | les 28 décembre 1969-? |                    |                    | Les 22 mars 1970-5 avril 1970 | Les 22 mars 1970-5 avril 1970 | Les 22 mars 1970-5 avril 1970 | Les 22 mars 1970-5 avril 1970 |  |  | Le 19 avril 1970 à Avignon | Le 19 avril 1970 à Avignon | Le 19 avril 1970 à Avignon | Le 19 avril 1970 à Avignon |  |  | Le 3 mai 1970 à Perpignan | Le 3 mai 1970 à Perpignan | Le 3 mai 1970 à Perpignan | Le 3 mai 1970 à Perpignan |
|  | Lézignan               | Lézignan               | 10                             | 26                     |                    |                    | Les 22 mars 1970-5 avril 1970 | Les 22 mars 1970-5 avril 1970 | Les 22 mars 1970-5 avril 1970 | Les 22 mars 1970-5 avril 1970 |  |  | Le 19 avril 1970 à Avignon | Le 19 avril 1970 à Avignon | Le 19 avril 1970 à Avignon | Le 19 avril 1970 à Avignon |  |  | Le 3 mai 1970 à Perpignan | Le 3 mai 1970 à Perpignan | Le 3 mai 1970 à Perpignan | Le 3 mai 1970 à Perpignan |
|  | Lézignan               | Lézignan               | 10                             | 26                     |                    |                    | Les 22 mars 1970-5 avril 1970 | Les 22 mars 1970-5 avril 1970 | Les 22 mars 1970-5 avril 1970 | Les 22 mars 1970-5 avril 1970 |  |  | Le 19 avril 1970 à Avignon | Le 19 avril 1970 à Avignon | Le 19 avril 1970 à Avignon | Le 19 avril 1970 à Avignon |  |  | Le 3 mai 1970 à Perpignan | Le 3 mai 1970 à Perpignan | Le 3 mai 1970 à Perpignan | Le 3 mai 1970 à Perpignan |
|  | Albi                   | Albi                   | 2                              | 11                     |                    |                    | Les 22 mars 1970-5 avril 1970 | Les 22 mars 1970-5 avril 1970 | Les 22 mars 1970-5 avril 1970 | Les 22 mars 1970-5 avril 1970 |  |  | Le 19 avril 1970 à Avignon | Le 19 avril 1970 à Avignon | Le 19 avril 1970 à Avignon | Le 19 avril 1970 à Avignon |  |  | Le 3 mai 1970 à Perpignan | Le 3 mai 1970 à Perpignan | Le 3 mai 1970 à Perpignan | Le 3 mai 1970 à Perpignan |
|  | Albi                   | Albi                   | 2                              | 11                     | Lézignan           | Lézignan           | 13                            | 13                            |                               |                               |  |  | Le 19 avril 1970 à Avignon | Le 19 avril 1970 à Avignon | Le 19 avril 1970 à Avignon | Le 19 avril 1970 à Avignon |  |  | Le 3 mai 1970 à Perpignan | Le 3 mai 1970 à Perpignan | Le 3 mai 1970 à Perpignan | Le 3 mai 1970 à Perpignan |
|  | les 28 décembre 1969-? |                        |                                |                        | Lézignan           | Lézignan           | 13                            | 13                            |                               |                               |  |  | Le 19 avril 1970 à Avignon | Le 19 avril 1970 à Avignon | Le 19 avril 1970 à Avignon | Le 19 avril 1970 à Avignon |  |  | Le 3 mai 1970 à Perpignan | Le 3 mai 1970 à Perpignan | Le 3 mai 1970 à Perpignan | Le 3 mai 1970 à Perpignan |
|  |                        |                        | Carcassonne                    | Carcassonne            | 7                  | 13                 |                               |                               |                               |                               |  |  | Le 19 avril 1970 à Avignon | Le 19 avril 1970 à Avignon | Le 19 avril 1970 à Avignon | Le 19 avril 1970 à Avignon |  |  | Le 3 mai 1970 à Perpignan | Le 3 mai 1970 à Perpignan | Le 3 mai 1970 à Perpignan | Le 3 mai 1970 à Perpignan |
|  | Carcassonne            | Carcassonne            | Carcassonne                    | Carcassonne            | 7                  | 13                 | 5                             | 6                             |                               |                               |  |  | Le 19 avril 1970 à Avignon | Le 19 avril 1970 à Avignon | Le 19 avril 1970 à Avignon | Le 19 avril 1970 à Avignon |  |  | Le 3 mai 1970 à Perpignan | Le 3 mai 1970 à Perpignan | Le 3 mai 1970 à Perpignan | Le 3 mai 1970 à Perpignan |
|  | Carcassonne            | Carcassonne            | Les 22 mars 1970-5 avril 1970  |                        |                    |                    | 5                             | 6                             |                               |                               |  |  | Le 19 avril 1970 à Avignon | Le 19 avril 1970 à Avignon | Le 19 avril 1970 à Avignon | Le 19 avril 1970 à Avignon |  |  | Le 3 mai 1970 à Perpignan | Le 3 mai 1970 à Perpignan | Le 3 mai 1970 à Perpignan | Le 3 mai 1970 à Perpignan |
|  | Toulouse               | Toulouse               | 5                              | 3                      |                    |                    |                               |                               |                               |                               |  |  | Le 19 avril 1970 à Avignon | Le 19 avril 1970 à Avignon | Le 19 avril 1970 à Avignon | Le 19 avril 1970 à Avignon |  |  | Le 3 mai 1970 à Perpignan | Le 3 mai 1970 à Perpignan | Le 3 mai 1970 à Perpignan | Le 3 mai 1970 à Perpignan |
|  | Toulouse               | Toulouse               | 5                              | 3                      | Lézignan           | Lézignan           | 20                            | 20                            |                               |                               |  |  |                            |                            |                            |                            |  |  | Le 3 mai 1970 à Perpignan | Le 3 mai 1970 à Perpignan | Le 3 mai 1970 à Perpignan | Le 3 mai 1970 à Perpignan |
|  | les 28 décembre 1969-? |                        |                                |                        | Lézignan           | Lézignan           | 20                            | 20                            |                               |                               |  |  |                            |                            |                            |                            |  |  | Le 3 mai 1970 à Perpignan | Le 3 mai 1970 à Perpignan | Le 3 mai 1970 à Perpignan | Le 3 mai 1970 à Perpignan |
|  |                        |                        | Montpellier                    | Montpellier            | 6                  | 6                  |                               |                               |                               |                               |  |  |                            |                            |                            |                            |  |  | Le 3 mai 1970 à Perpignan | Le 3 mai 1970 à Perpignan | Le 3 mai 1970 à Perpignan | Le 3 mai 1970 à Perpignan |
|  | Montpellier            | Montpellier            | Montpellier                    | Montpellier            | 6                  | 6                  | 9                             | 17                            |                               |                               |  |  |                            |                            |                            |                            |  |  | Le 3 mai 1970 à Perpignan | Le 3 mai 1970 à Perpignan | Le 3 mai 1970 à Perpignan | Le 3 mai 1970 à Perpignan |
|  | Montpellier            | Montpellier            | Le 19 avril 1970 à Carcassonne |                        |                    |                    | 9                             | 17                            |                               |                               |  |  |                            |                            |                            |                            |  |  | Le 3 mai 1970 à Perpignan | Le 3 mai 1970 à Perpignan | Le 3 mai 1970 à Perpignan | Le 3 mai 1970 à Perpignan |
|  | Marseille              | Marseille              | 19                             | 7                      |                    |                    |                               |                               |                               |                               |  |  |                            |                            |                            |                            |  |  | Le 3 mai 1970 à Perpignan | Le 3 mai 1970 à Perpignan | Le 3 mai 1970 à Perpignan | Le 3 mai 1970 à Perpignan |
|  | Marseille              | Marseille              | 19                             | 7                      | Montpellier        | Montpellier        | 19                            | 2                             |                               |                               |  |  |                            |                            |                            |                            |  |  | Le 3 mai 1970 à Perpignan | Le 3 mai 1970 à Perpignan | Le 3 mai 1970 à Perpignan | Le 3 mai 1970 à Perpignan |
|  | les 28 décembre 1969-? |                        |                                |                        | Montpellier        | Montpellier        | 19                            | 2                             |                               |                               |  |  |                            |                            |                            |                            |  |  | Le 3 mai 1970 à Perpignan | Le 3 mai 1970 à Perpignan | Le 3 mai 1970 à Perpignan | Le 3 mai 1970 à Perpignan |
|  |                        |                        | Carpentras                     | Carpentras             | 2                  | 6                  |                               |                               |                               |                               |  |  |                            |                            |                            |                            |  |  | Le 3 mai 1970 à Perpignan | Le 3 mai 1970 à Perpignan | Le 3 mai 1970 à Perpignan | Le 3 mai 1970 à Perpignan |
|  | Carpentras             | Carpentras             | Carpentras                     | Carpentras             | 2                  | 6                  | 3                             | 8                             |                               |                               |  |  |                            |                            |                            |                            |  |  | Le 3 mai 1970 à Perpignan | Le 3 mai 1970 à Perpignan | Le 3 mai 1970 à Perpignan | Le 3 mai 1970 à Perpignan |
|  | Carpentras             | Carpentras             | Les 22 mars 1970-5 avril 1970  |                        |                    |                    | 3                             | 8                             |                               |                               |  |  |                            |                            |                            |                            |  |  | Le 3 mai 1970 à Perpignan | Le 3 mai 1970 à Perpignan | Le 3 mai 1970 à Perpignan | Le 3 mai 1970 à Perpignan |
|  | Limoux                 | Limoux                 | 28                             | 0                      |                    |                    |                               |                               |                               |                               |  |  |                            |                            |                            |                            |  |  | Le 3 mai 1970 à Perpignan | Le 3 mai 1970 à Perpignan | Le 3 mai 1970 à Perpignan | Le 3 mai 1970 à Perpignan |
|  | Limoux                 | Limoux                 | 28                             | 0                      | Lézignan           | Lézignan           | 14                            | 14                            |                               |                               |  |  |                            |                            |                            |                            |  |  |                           |                           |                           |                           |
|  | les 28 décembre 1969-? |                        |                                |                        | Lézignan           | Lézignan           | 14                            | 14                            |                               |                               |  |  |                            |                            |                            |                            |  |  |                           |                           |                           |                           |
|  |                        |                        | Villeneuve-sur-Lot             | Villeneuve-sur-Lot     | 8                  | 8                  |                               |                               |                               |                               |  |  |                            |                            |                            |                            |  |  |                           |                           |                           |                           |
|  | Villeneuve-sur-Lot     | Villeneuve-sur-Lot     | Villeneuve-sur-Lot             | Villeneuve-sur-Lot     | 8                  | 8                  | 13                            | 2                             |                               |                               |  |  |                            |                            |                            |                            |  |  |                           |                           |                           |                           |
|  | Villeneuve-sur-Lot     | Villeneuve-sur-Lot     |                                |                        |                    |                    |                               | 2                             |                               |                               |  |  |                            |                            |                            |                            |  |  |                           |                           |                           |                           |
|  | Saint-Estève           | Saint-Estève           | 0                              | 2                      |                    |                    |                               |                               |                               |                               |  |  |                            |                            |                            |                            |  |  |                           |                           |                           |                           |
|  | Saint-Estève           | Saint-Estève           | 0                              | 2                      | Villeneuve-sur-Lot | Villeneuve-sur-Lot | 7                             | 11                            |                               |                               |  |  |                            |                            |                            |                            |  |  |                           |                           |                           |                           |
|  | les 28 décembre 1969-? |                        |                                |                        | Villeneuve-sur-Lot | Villeneuve-sur-Lot | 7                             | 11                            |                               |                               |  |  |                            |                            |                            |                            |  |  |                           |                           |                           |                           |
|  |                        |                        | Villefranche                   | Villefranche           | 13                 | 2                  |                               |                               |                               |                               |  |  |                            |                            |                            |                            |  |  |                           |                           |                           |                           |
|  | Villefranche           | Villefranche           | Villefranche                   | Villefranche           | 13                 | 2                  | 5                             | 2                             |                               |                               |  |  |                            |                            |                            |                            |  |  |                           |                           |                           |                           |
|  | Villefranche           | Villefranche           | Les 22 mars 1970-5 avril 1970  |                        |                    |                    | 5                             | 2                             |                               |                               |  |  |                            |                            |                            |                            |  |  |                           |                           |                           |                           |
|  | Saint-Gaudens          | Saint-Gaudens          | 3                              | 2                      |                    |                    |                               |                               |                               |                               |  |  |                            |                            |                            |                            |  |  |                           |                           |                           |                           |
|  | Saint-Gaudens          | Saint-Gaudens          | 3                              | 2                      | Villeneuve-sur-Lot | Villeneuve-sur-Lot | 2                             | 2                             |                               |                               |  |  |                            |                            |                            |                            |  |  |                           |                           |                           |                           |
|  | les 28 décembre 1969-? |                        |                                |                        | Villeneuve-sur-Lot | Villeneuve-sur-Lot | 2                             | 2                             |                               |                               |  |  |                            |                            |                            |                            |  |  |                           |                           |                           |                           |
|  |                        |                        | XIII Catalan                   | XIII Catalan           | 0                  | 0                  |                               |                               |                               |                               |  |  |                            |                            |                            |                            |  |  |                           |                           |                           |                           |
|  | XIII Catalan           | XIII Catalan           | XIII Catalan                   | XIII Catalan           | 0                  | 0                  | 1                             | 0                             |                               |                               |  |  |                            |                            |                            |                            |  |  |                           |                           |                           |                           |
|  | XIII Catalan           | XIII Catalan           |                                |                        |                    |                    |                               | 0                             |                               |                               |  |  |                            |                            |                            |                            |  |  |                           |                           |                           |                           |
|  | Cavaillon              | Cavaillon              | 5                              | 2                      |                    |                    |                               |                               |                               |                               |  |  |                            |                            |                            |                            |  |  |                           |                           |                           |                           |
|  | Cavaillon              | Cavaillon              | 5                              | 2                      | XIII Catalan       | XIII Catalan       | 16                            | 7                             |                               |                               |  |  |                            |                            |                            |                            |  |  |                           |                           |                           |                           |
|  | les 28 décembre 1969-? |                        |                                |                        | XIII Catalan       | XIII Catalan       | 16                            | 7                             |                               |                               |  |  |                            |                            |                            |                            |  |  |                           |                           |                           |                           |
|  |                        |                        | Avignon                        | Avignon                | 10                 | 10                 |                               |                               |                               |                               |  |  |                            |                            |                            |                            |  |  |                           |                           |                           |                           |
|  | Avignon                | Avignon                | Avignon                        | Avignon                | 10                 | 10                 | 19                            | 0                             |                               |                               |  |  |                            |                            |                            |                            |  |  |                           |                           |                           |                           |
|  | Avignon                | Avignon                |                                |                        |                    |                    |                               | 0                             |                               |                               |  |  |                            |                            |                            |                            |  |  |                           |                           |                           |                           |
|  | Bordeaux-Facture       | Bordeaux-Facture       | 4                              | 0                      |                    |                    |                               |                               |                               |                               |  |  |                            |                            |                            |                            |  |  |                           |                           |                           |                           |
|  | Bordeaux-Facture       | Bordeaux-Facture       | 4                              | 0                      |                    |                    |                               |                               |                               |                               |  |  |                            |                            |                            |                            |  |  |                           |                           |                           |                           |
|  |                        |                        |                                |                        |                    |                    |                               |                               |                               |                               |  |  |                            |                            |                            |                            |  |  |                           |                           |                           |                           |

### Finale
(mt : -)
Homme du match :
Points marqués :
- Lézignan:
- Villeneuve :

Évolution du score : 
Arbitre : 
Spectateurs : 
Composition des équipes :
- Lézignan : Pierre Lacaze - Richard Alonso, Jean-Louis Solier, André Fabry, Jean-Claude Marty - Jacques Casty (o), André Abadie (m) - Michel Maïque, Hervé Mazard, Joseph Quérol, Jean-Louis Quintilla, Guy Madaule, Patrick Mazard - Robert Tovéna, René Gayraud - Entraîneur : Roger Lacans
- Villeneuve : Jacky Aiguillon - Daniel Pellerin, Jacques Gruppi, Jean-Claude Duffau, Jean-Pierre Magagnin - Simon Gervaud (o), Christian Clar (m) - Claude Murari, Gérard Crémoux, Didier Hermet, Christian Sabatié, Jules Favaretto - Raymond Grenier, Daurios - Entraîneur : Ovide Nogaro